# Calyce fulva
Calyce fulva es una especie de coleóptero de la familia Mordellidae.

## Distribución geográfica
Habita en Costa Rica y Panamá.